# Kenny Moreno
Kenny Moreno Pino( Turbo, Antioquia 6 de enero de 1979) es una voleibolista colombiana. Su equipo actual es el Parma Volley.

## Carrera
Estudió y jugó en el Columbia College, ganando el 2001 NAIA campeonato nacional de voleibol con un récord perfecto de 38-0. Esa temporada ganó un lugar en el Primer Equipo All-American. Ganó el premio Freshman of the Year jugando con su hermana Yesmina Moreno Pino, quien también fue elegida dentro del equipo All-American. Ella ganó la medalla de bronce en los Juegos Bolivarianos de 2005
Kenny participó en el Powerade All Star Game 2004 de la Liga italiana, al participar con Infotel Systems Europa Forlì de Italia.

## Clubes
- Leites Nestlé (1998-1999)
- La Bancaria de Catamarca (1999-2001)
- Sartori Mercedes Padova (2002–2003)
- Icot Tec Europa Systems Forlì (2003–2004)
- Infotel Europa Systems Forlì (2004–2005)
- Tecnomec Europa Systems Forlì (2005–2006)
- JT Marvelous (2006–2008)
- Acqua&Sapone Città di Aprilia (2008–2009)
- Hyundai-Hillstate (2009–2011)
- Parma Volley (2011–2012)
- İqtisadçı VK (2012)
- Robursport Pesaro (2012–2013)
- Bursa BBSK (2013–2014)

## Distinciones
Individuales
- 1998-99 "All-Star" Liga Brasilera.
- 2004-05 "All-Star" Liga Italiana
- 2008-09 "Mejor Rematadora" Liga Italiana A2
- 2009-10 "MVP" Temporada regular Liga Sur coreana

## Palmarés
Selección Nacional
- Juegos Bolivarianos de 2005

Clubes
- 1998-99 Superliga Brasilera - Leites Nestlé - Bronce
- 2000-01 Liga Argentina - La Bancaria Catamarca - Subcampeón
- 2007 Campeonato Japonés - JT Marvelous - Subcampeón
- 2006-07 Liga Japonesa - JT Marvelous - Subcampeón
- 2009-10 Liga Sur coreana - Hyundai-Hillstate - Subcampeón
- 2010-11 Liga Sur coreana  - Hyundai-Hillstate - Campeón